# Nanque
Nanque es una empresa textil de Argentina radicada en el partido de Lomas de Zamora, provincia de Buenos Aires.

## Historia

Antiguo logo de Nanque.

Nanque fue fundada en 1969, dedicandose a la fabricación de ropa e indumentaria deportiva para los deportes profesionales y amateurs. Desde la década de 1980 Nanque comenzó a proveer las equipaciones para muchos equipos de divisiones inferiores (la mayoría de la Primera B Metropolitana). Además del fútbol, Nanque también auspició a algunos boxeadores notables de Argentina, incluyendo a los campeones mundiales Juan Martín Coggi y Jorge Locomotora Castro. 
En los años 1990, la compañía alcanzó su pico auspiciando a equipos de la Primera División de Argentina, comenzando a operar también en Uruguay, Colombia, Ecuador y El Salvador. Trasladaron su sede central a Uruguay. En 2012 la empresa cerró su fábrica en Banfield, y se mudaron a Lomas de Zamora.
La marca fue relanzada en 2020 como un sitio de compras online donde se ofrecen antiguos productos de Nanque.

## Patrocinios

### Fútbol
Clubes que Nanque ha vestido:

#### Historial de equipos patrocinados
Argentina
- Club Atlético Banfield (1982, 1986-1995 y 2001-2008)
- Club Almirante Brown (1988-1994 y 1995-1996)
- Club Atlético Los Andes (1985-1988 y 2004-2006)
- Club Atlético Temperley (1980-1982 y 1988-1995)
- Club Atlético All Boys (1992-1994)
- Club Atlético Talleres (1983-1990)
- Club Defensa y Justicia (1989-1994 y 2006-2009)
- Club Atlético Colón (1982-1992)
- Racing Club (1983)
- Club San Lorenzo de Almagro (1989)
- Club Deportivo Godoy Cruz (2003-2004)
- Club Atlético Aldosivi (1991)
- Club Atlético Belgrano (1982 y 1995-1996)
- Central Córdoba de Santiago del Estero (1996-1998)
- Club Comunicaciones (2006-2007)
- Club Atlético Central Norte (1998-2007)
- Club Atlético Alumni
- Club Sarmiento (1992-1995)
- Club Atlético Claypole
- Club Atlético San Telmo (1986-1988 y 1993-1994)
- Club Atlético Defensores Unidos (1994-1995 y 2003-2004)
- Central Córdoba de Rosario (1985 y 2004-2006)
- Club Atlético Alvarado
- Club El Porvenir (1986-1990 y 2003-2005)
- Club Gimnasia y Esgrima de Concepción (2010-2012)
- Club Cipolletti (2008-2010)
- Club Sportivo Dock Sud (1992-1994)
- Comisión de Actividades Infantiles (2009-2011)
- Club Atlético Chaco For Ever (1988-1990)
- Deportivo Español (1982-1983)

 Colombia
- América de Cali - (1995-1996)
- Millonarios Fútbol Club - (1996)

 Ecuador
- Olmedo - (1995-1996)
- Técnico Universitario - (1996)
- Liga de Portoviejo - (1996)

 Uruguay
- Club Atlético Cerro (1984-1991 y 1996-1999)
- Club Atlético Peñarol (1991-1996)
- Club Nacional de Football (1992-1993)
- Danubio Fútbol Club (1994-1996)
- Club Social y Deportivo Huracán Buceo
- Central Español Fútbol Club
- Centro Cultural y Deportivo El Tanque Sisley (1986-1997 y 2004-2006)
- Rampla Juniors Fútbol Club
- Club Atlético Basáñez

 El Salvador
- Club Deportivo FAS

### Boxeo
Nanque ha apoyado el deporte del boxeo, vistiendo a los siguientes deportistas:
- Sergio Víctor Palma
- Juan Martín "Látigo" Coggi
- Juan Domingo "Martillo" Roldán
- Jorge "Roña" Castro
- José María Flores Burlón
- Hugo Luero
- Juan Carlos Sosa